# Bridgette Kerkove

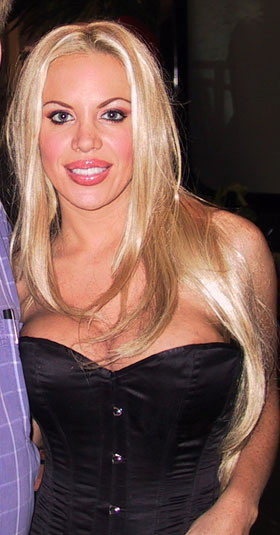
Bridgette Kerkove (2003)

Bridgette Kerkove (* 8. Februar 1977 in Los Angeles, Kalifornien; bürgerlicher Name Patricia Lynn Felkel) ist eine ehemalige US-amerikanische Pornodarstellerin und Regisseurin.

## Leben
Kerkove begann ihre Pornokarriere im Jahr 1998. Im folgenden Jahr stellte sie den Rekord für die meisten in einem Jahr gedrehten Sex-Szenen auf, wobei sie 203 Sex-Szenen in 344 Tagen drehte und Anfang 2000 mit dem AVN Award als Bestes Neues Sternchen ausgezeichnet wurde. Im Jahr 2000 drehte sie sogar 205 Sex-Szenen in 319 Tagen. Sie wurde 13 Mal für den AVN Award 2001 nominiert, öfter als jeder andere Darsteller.
Die blonde Darstellerin ist 1,57 m groß und wiegt circa 49 kg. Als besondere Kennzeichen hat sie eine Schmetterlings-Tätowierung am rechten Knöchel und eine weitere Tätowierung auf dem linken Schulterblatt.
Seit 1995 war sie mit Skeeter Kerkove verheiratet. Von Oktober 2001 bis Mitte 2002 machte sie eine Baby-Pause. Ihre Tochter wurde am 21. Juli 2002, ihr Sohn am 24. Oktober 2004 geboren. Danach zog sie sich größtenteils aus der Branche zurück und hatte nur noch gelegentliche Auftritte, vor allem nicht sexuelle. Etwa um das Jahr 2009 ließ das Ehepaar sich scheiden.

## Filmografie (Auswahl)
- 1998: Just Fuckin’ And Suckin’
- 1999: Wax That Ass
- 1999: Vicca is Out of Control
- 1999: Super Pornstar Interviews

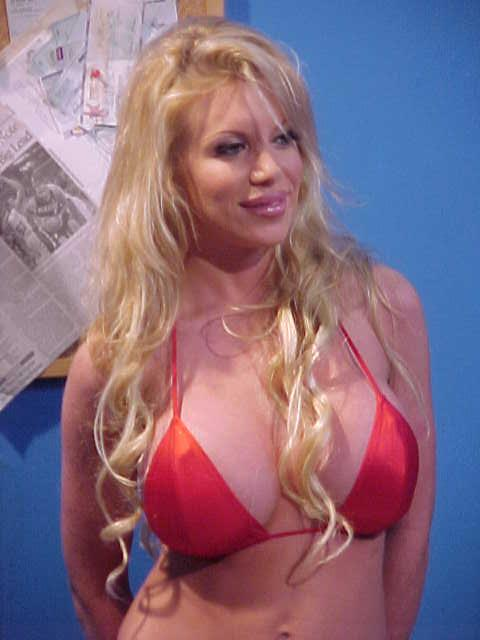
Bridgette Kerkove posiert im Bikini

- 1999: Pussyman’s Millennium Madness
- 1999–2001: Pussyman’s Decadent Divas 2, 3, 5, 8 bis 12 und 14
- 1999: Buried Alive Bukkake
- 2000: Watchers 1, 9 und 14
- 2000: The Violation of… Bridgette Kerkove
- 2000: Personal Trainer Sluts
- 2001: Euphoria
- 2001: Bridgette Kerkove AKA Filthy Whore
- 2001: American Nymphette 3
- 2003: Whore of the Rings 2
- 2003: Jenna Loves Girls
- 2003: Full Throttle Anal
- 2003: Ass Stretchers
- 2003–2004: Dirrty 1 bis 3
- 2004: Shove It Up My...
- 2004: If It Ain’t Black Take It Back 1 und 2
- 2004: Bridgette Kerkove And Her Anal Friends
- 2004: Bottomless 1 bis 3
- 2005: Built for Filth: Audrey Hollander
- 2007: Your Mom 2
- 2008: Be My Valentine?
- 2011: Jenna Is Timeless
- 2013: Filthy Backdoor MILTFs

## Auszeichnungen
- 2000: AVN Award als Best New Starlet[1]
- 2001: AVN Award für Most Outrageous Sex Scene, Video in In The Days of Whore (mit Tyce Buné)
- 2001: FOXE Award als Female Fan Favorite
- 2001: Venus Award als Beste Amerikanische Schauspielerin
- 2002: AVN Award für Best Group Sex Scene, Video in Succubus (mit Ava Vincent, Nikita Denise, Herschel Savage und Trevor)
- 2011: AVN Hall of Fame